# Stefano Savona
Stefano Savona est un réalisateur italien né le 18 décembre 1969 à Palerme.

## Biographie
Archéologue de formation - « Ma spécialité, c'était les structures de pouvoir dans l’Égypte protohistorique » -, Stefano Savona a réalisé plusieurs documentaires, dont deux qui concernent les opérations de l'armée israélienne dans le secteur de Gaza.
Samouni Road a été présenté en mai 2018 au festival de Cannes où il a obtenu le prix du meilleur documentaire.
Stefano Savona a fondé en 2010, avec Penelope Bortoluzzi, la société de production « Picofilms ».

## Filmographie
- 2006 : Dans le même bateau (court métrage)
- 2006 : Carnets d'un combattant kurde
- 2009 : Plomb durci
- 2011 : Palazzo delle Aquile (coréalisateurs : Alessia Porto et Ester Sparatore)
- 2011 : Tahrir, place de la Libération
- 2018 :  Samouni Road